# Castello della Mandria
Il Castello della Mandria, chiamato anche Borgo Castello, è una residenza reale, storicamente appartenuta ai Savoia, situato all'interno del parco naturale La Mandria ed eretto in varie fasi dal 1708 al 1861. Il complesso del castello con gli appartamenti reali, dei giardini e del parco costituisce oggi un polo museale delle residenze sabaude, parte del sito seriale UNESCO iscritto alla Lista del Patrimonio dell'umanità dal 1997.

## Storia

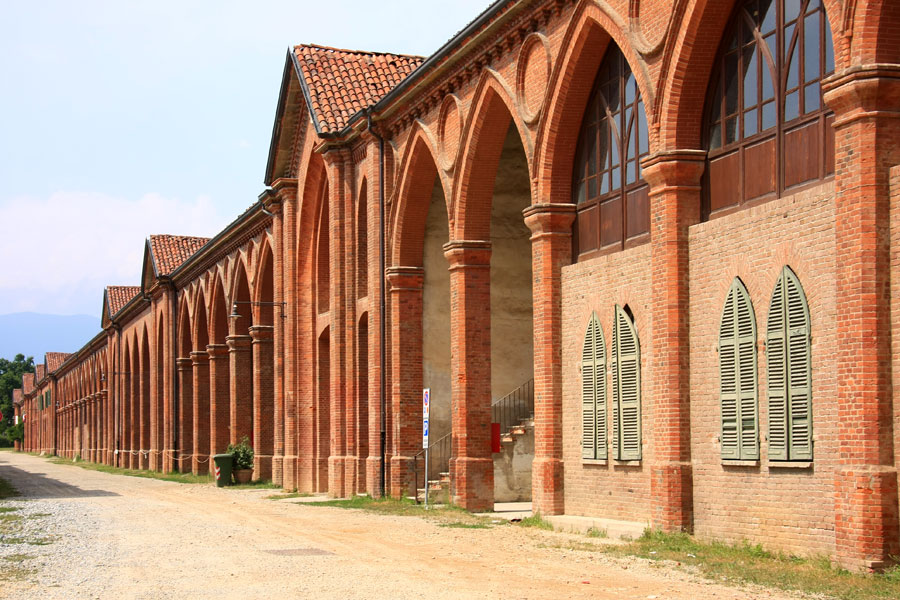
Ala che ospita gli uffici dell'ente parco

La storia del Borgo Castello risale alla fine del XVII secolo, in seno ad un ampio progetto di riorganizzazione dei territori circostanti la Reggia di Venaria Reale: nel 1693 nel luogo in cui oggi sorge il castello, fu costruita una struttura destinata all'allevamento di cavalle di razza denominata Mandria vecchia. Pochi anni più tardi, il duca di Savoia Vittorio Amedeo II affidò all'architetto di corte Michelangelo Garove la realizzazione di un palazzo più grande e strutturato, ampliandone la funzione destinandolo non solo all'allevamento equino, ma anche per attività di svago. Il primo disegno di Garove prevedeva due padiglioni uniti da una manica di collegamento; una mappa di poco successiva, però, figurava la pianta quadrata del castello. Alla morte dell'architetto, sopraggiunta nel 1713, i lavori passarono al successore, Filippo Juvarra: egli, oltre a procedere con i lavori, progettò nel 1721 un ampliamento creando un secondo cortile.
Nel 1860, su richiesta di Vittorio Emanuele II, iniziano i lavori di ingrandimento e allestimento degli appartamenti reali oggi restaurati e visitabili, ai quali lavora anche Ernesto Melano, che lo trasformano in complesso di 35.000 m2, che si presenta oggi come un rettangolo di 280 metri per 100 con tre corti interne.
Nel 1861 si realizzano nella tenuta i due casini di caccia, la Villa dei Laghi e La Bizzarrìa. Sempre in quel periodo Vittorio Emanuele II fonda un Giardino di acclimatazione sull'esempio di quelli londinesi e parigini, in cui animali estranei alla fauna piemontese possono trovare un ambiente a loro favorevole. Lo scopo era principalmente venatorio ma anche economico-commerciale. Contemporaneamente si posano le fondazioni della manica neogotica e Vincenzo Vela scolpisce il gruppo in pietra raffigurante un cavallo marino che lotta con un tritone, posta nella fontana al centro della prima corte.
Gli edifici sono tutti in cotto, come per Palazzo Carignano. Con la morte di Vittorio Emanuele II, avvenuta nel 1878, la tenuta viene ereditata dal figlio Umberto I che deciderà di disfarsene e negli anni '80 dell'Ottocento la venderà alla famiglia, da poco nobilitata al titolo di marchesi, Medici del Vascello. Questi tentarono in un primo periodo di dar vita ad un'azienda agricola, ma il terreno della Mandria non era adatto ad essere coltivato, così in un secondo periodo si dedicheranno all'allevamento che invece darà buoni frutti tanto che la tenuta vede crescere sempre di più i suoi abitanti, che arriveranno ad essere circa 1000, dando vita così ad una vera e propria comunità.
Nel secondo dopoguerra però i marchesi si vedranno costretti a vendere dei lotti di terreno, una parte andrà alla FIAT che ne farà una pista di collaudo, altri due lotti diventeranno campi da golf ed in un'altra porzione sorgerà un esclusivo centro residenziale.
Nel 1976 la Regione Piemonte acquista il castello e oltre 1300 ettari di parco, istituendovi il Parco Regionale La Mandria. Nel 1995 acquisterà la Villa dei Laghi che i Medici del Vascello avevano venduto ad una famiglia di finanzieri milanesi, i Bonomi Bolchini.
Dal 1997, il corpo degli appartamenti e la manica neogotica sono stati iscritti alla lista del Patrimonio Mondiale dell'Umanità come parte del sito seriale UNESCO Residenze Sabaude.
Ad oggi (2023) il Borgo Castello della Mandria versa ancora in stato di abbandono, poiché i lavori di trasformazione e recupero in chiave turistico-terziaria degli edifici ottocenteschi sono stati interrotti e non più ripresi.